# Helios-44

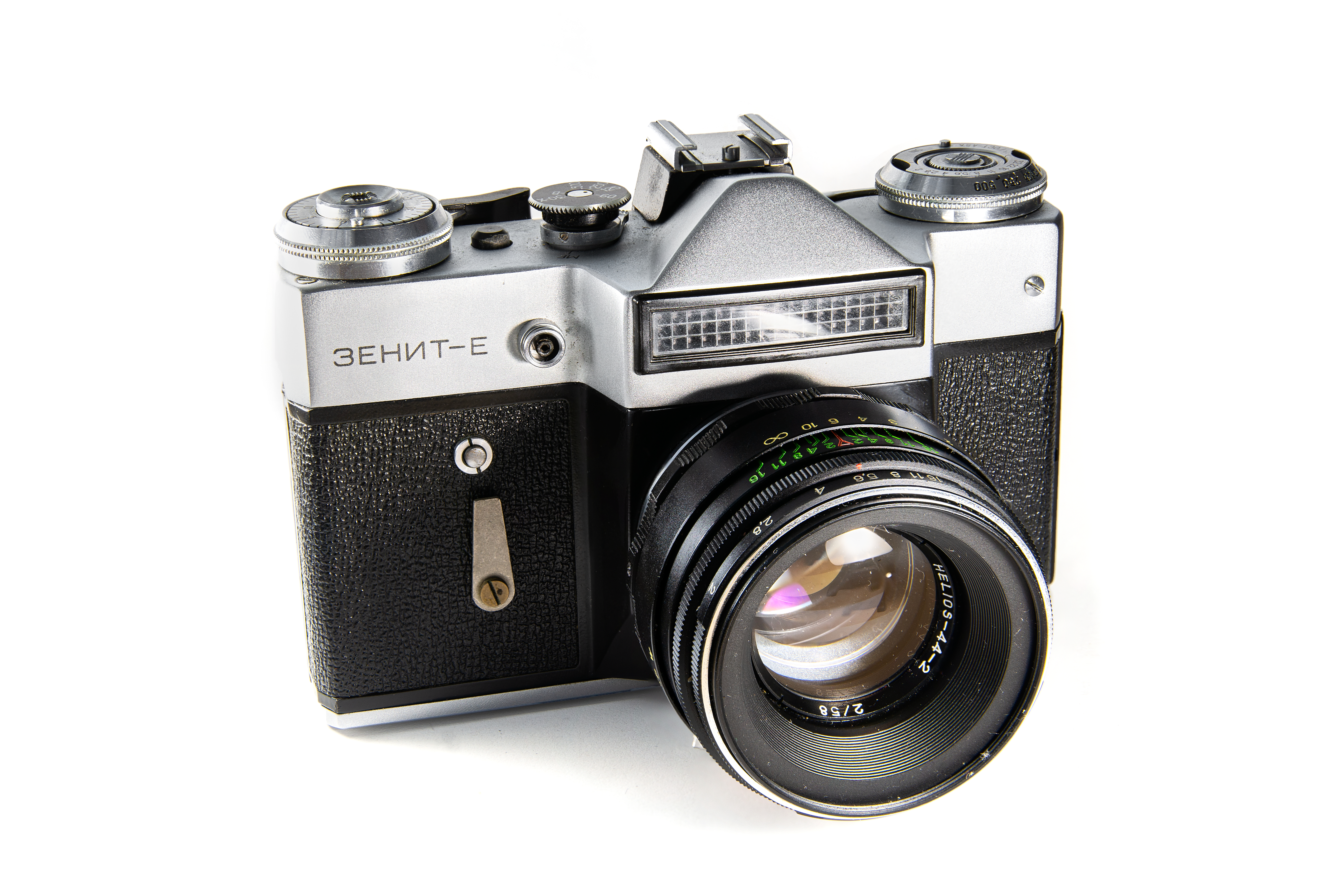
Zenit-E mit Helios-44, je aus 1983

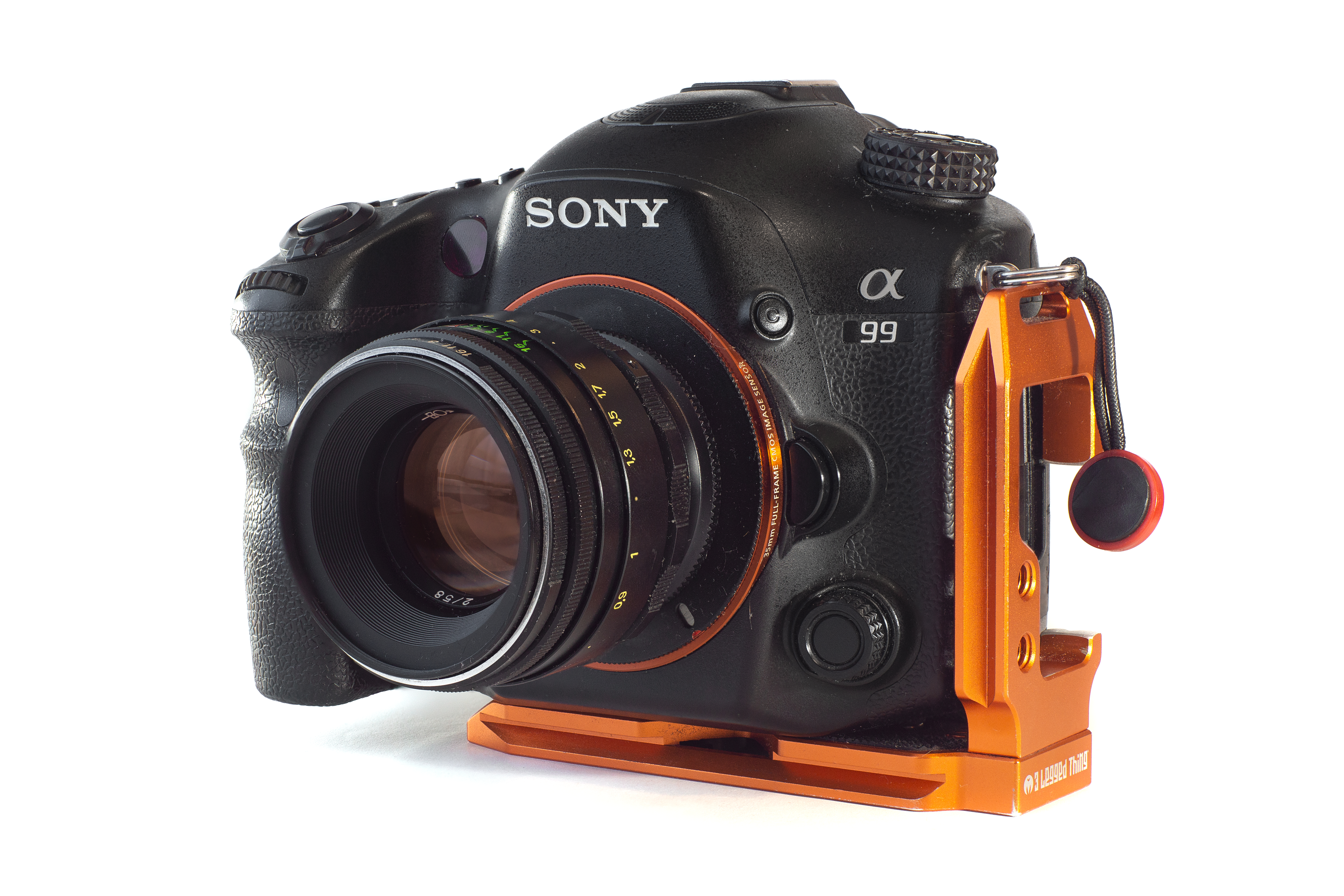
Helios-44-2 an einer modernen Spiegelreflexkamera (Sony Alpha 99)

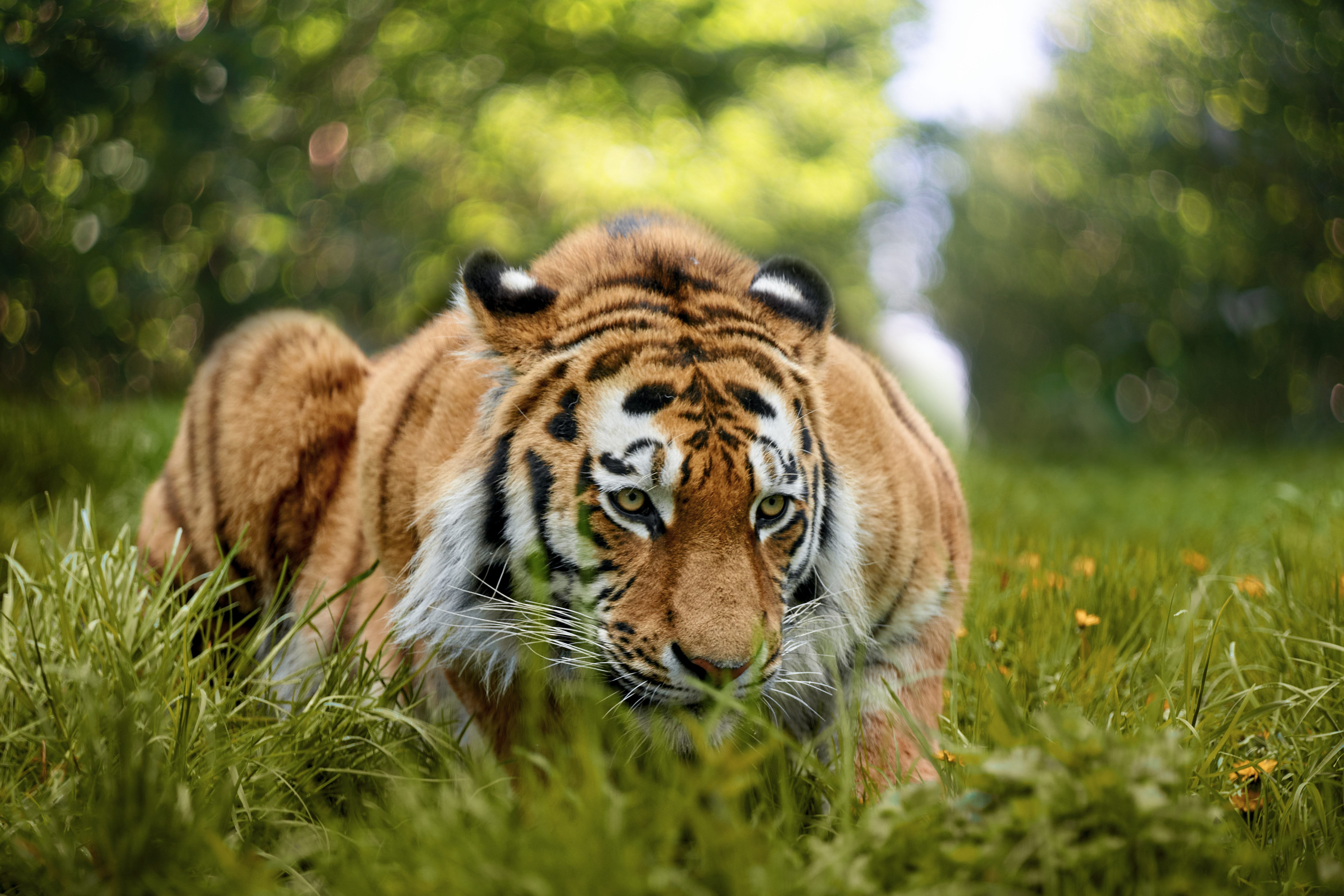
Sibirischer Tiger, im Hintergrund das für Helios-44-Objektive typische Bokeh

Das Helios-44 (russisch Гелиос-44) ist ein sechslinsiges, anastigmatisches Objektiv für Foto- und Filmkameras der sowjetischen Helios-Reihe mit einer Brennweite von 58 mm und Lichtstärke von ƒ/2. Es war das Standardobjektiv für Kameras der Marke Zenit. Die Objektivreihe ist bekannt für ihr elliptisch zum Rand hin verzerrtes Bokeh.

## Geschichte
Die Grundlage zur Entwicklung war das Biotar 2/58 des deutschen Herstellers Carl Zeiss Jena, das Biotar Krasnogorsk (BTK) genannt wurde. Die Entwicklung des Helios-44 begann 1953; im Jahr 1958 ging es dann in die Serienproduktion. Die reguläre Produktion wurde 1999 beendet. Es wurde von der Krasnogorski Mechanitscheski Sawod (russisch Красногорский механический завод, zu deutsch Krasnogorsker Mechanikfabrik; üblicherweise KMZ abgekürzt) entwickelt und in verschiedenen Werken hergestellt. Das Helios-44 START wurde 1958 auf der Expo 58 in Brüssel zusammen mit dem Mir-1 2.8/37 mit dem Grand Prix ausgezeichnet.
In den späten 1980er Jahren wurde die Produktion des Helios-44M-4 von Krasnogorsk in das Jupiter-Werk in Waldai verlegt. Dort wurde es später hinsichtlich der Auflösung in die Modellvarianten 44M-5, 44M-6 und 44M-7 unterteilt. Einige Varianten des Helios-44 wurden auch von der Belorusskoe Optiko-Mechanitscheskoe Objedinenie (russisch Белорусское оптико-механическое объединение, zu deutsch Optisch-mechanische Fabrik Belarus; üblicherweise BelOMO abgekürzt) sowie der Kazanskii Optiko-Mekhanicheskii Zavod (russisch Казанский оптико-механический завод, zu deutsch Optisch-mechanisches Werk Kasan; üblicherweise KOMZ abgekürzt) hergestellt. Bei der KOMZ wurde 1988 auch die letzte größere Modifikation des Helios-44 vorgenommen.
1986–1991 produzierte die BelOMO eine eigene Version des Helios-44-2 unter dem Modellbezeichnung MC Helios-44-3, ohne die dafür notwendige Erlaubnis von der KMZ einzuholen, denen das Patent dazu gehörte. In den 1990er Jahren hatte die Qualität des Glases und der Montage nachgelassen, so waren teilweise Fettflecken auf den inneren Linsen sowie sich zwischen diesen bildende Bläschen zu bemerken.
Das Helios-44 mit M39-Gewinde wurde dahingegen weiterhin sehr geschätzt, da bei diesem die Qualität der Montage und verbauten Einzelteile am strengsten kontrolliert wurde. Aufgrund der blauen Vergütung, die für panchromatische Filme gedacht war, verursachen diese Objektive blaues Blendlicht bei grellem Gegenlicht sowie eine Verringerung des Kontrasts im gesamten Bildfeld.
Im Jahr 2014, zeitgleich mit der Ankündigung der Zenitar- und Helios-40-Objektive, produzierte KMZ eine Kleinserie des Helios-44M-4 mit der Modellbezeichnung 44C-4 und dem EF-Bajonett von Canon.

## Eigenschaften
Das Helios-44 mit M39-Gewinde hat eine manuelle Blendenverstellung, die im Voraus durch einen Hilfsring eingestellt wird. Dieser Mechanismus ermöglicht es dem Fotografen, das Auge am Sucher zu behalten und die Blende blind auf den gewünschten Wert zu schließen, indem der Hilfsring bis zum Anschlag in die entgegengesetzte Richtung gedreht wird. Das Helios-44-2 mit M42-Gewinde übernahm diesen Mechanismus. Das Helios-44M war eines der ersten sowjetischen Objektive mit dem Blendenmechanismus von Praktica bzw. Pentax. Abhängig von der Kamera kann die Blende entweder als Klemmblende (so etwa bei der Zenit-TTL oder Zenit-EM) oder als Springblende (etwa bei der Zenit-19) ausgeführt sein. Im Fall der Springblende wird der Drücker am hinteren Ende des Rahmens durch einen Verschlussmechanismus betätigt.
Im Laufe der Zeit wurden die Objektive weiter verbessert, indem mehrfach antireflexbeschichtete Linsen eingebaut wurden. Trotzdem ist das Helios-44 anderen ähnlichen Objektiven aus dieser Zeit in Bezug auf Kontrast und Lichtstreuung unterlegen.
Das Objektiv kann insoweit modifiziert werden, dass zwei der vier Linsengruppen entfernt werden, um so eine effektive Brennweite von 116 mm (bzw. 117,2 mm) bei einer Offenblende von ƒ/4 zu erreichen.

## Bokeh
Die Objektive aus dieser Reihe sind, wie die Biotar-Objektive von Carl Zeiss Jena, bekannt für ihr charakteristisches Bokeh, das zum Rand hin elliptisch verzerrt.
Das auffällige Bokeh kommt durch die Verzerrungen am Bildrand zustande, die ein spiralförmiges bzw. wirbelndes Bokeh erzeugen. Diese Art der Verzerrung tritt besonders bei weit geöffneten Blenden auf und verleiht unscharfen Bereichen eine einzigartige Struktur, die oft als Helios-Swirl bezeichnet wird. Das Bokeh entsteht durch die Kombination mehrerer Faktoren, insbesondere durch die Konstruktion der Linsenelemente und die Anzahl der Blendenlamellen. Beim Helios-44 führt die optische Berechnung, die auf dem Biotar-Design von Carl Zeiss basiert, zu einer ungleichmäßigen Verteilung der Unschärfe in den Randbereichen des Bildes. Lichtpunkte außerhalb des Schärfebereichs werden besonders im Randbereich zu charakteristischen ellipsenförmigen Mustern verzerrt. Im Zentrum des Bildes bleibt das Bokeh weicher und gleichmäßiger. Durch das Umkehren der Frontlinse lässt sich dieser Effekt verstärken, gleichwohl kann so nicht mehr scharfgestellt werden. Um diesen Effekt weiter zu verstärken, kann auch die Rücklinse umgekehrt werden.
Im Vergleich zu modernen Objektiven zeigt das Helios-44 ein weniger homogenes Bokeh. Moderne Konstruktionen legen meist Wert auf gleichmäßige Unschärfen, während das Helios-44 besonders durch seine ungleichmäßige Abbildung auffällt.

## Varianten

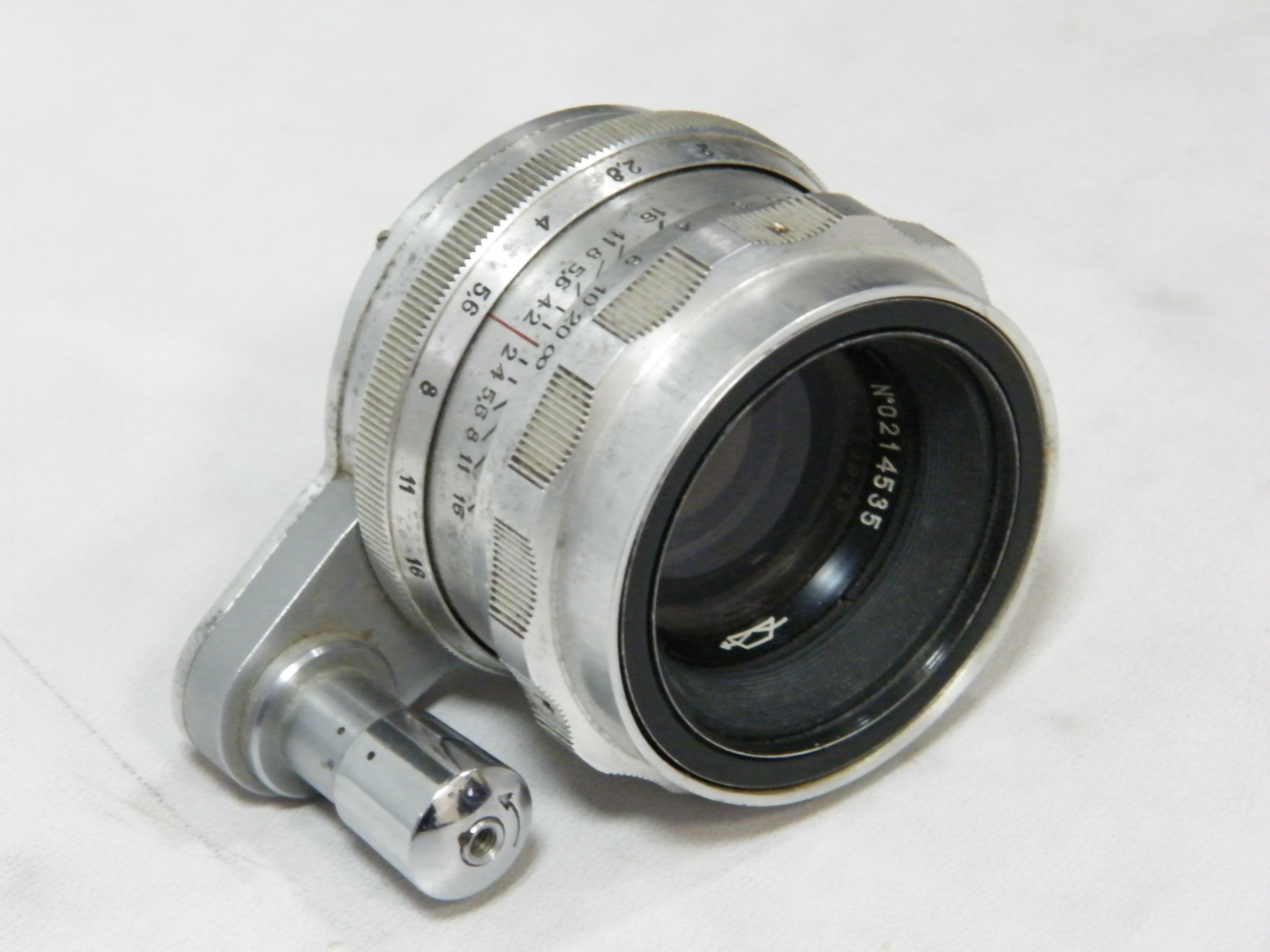
Helios-44 START
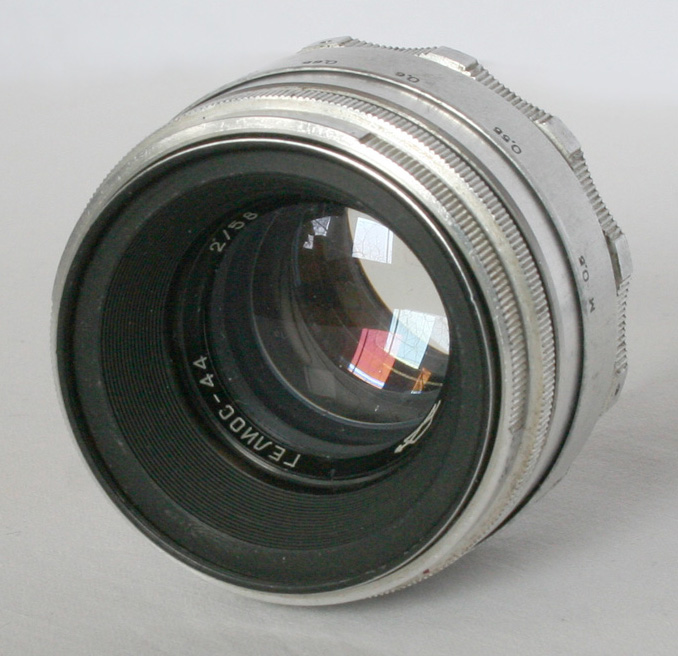
Helios-44
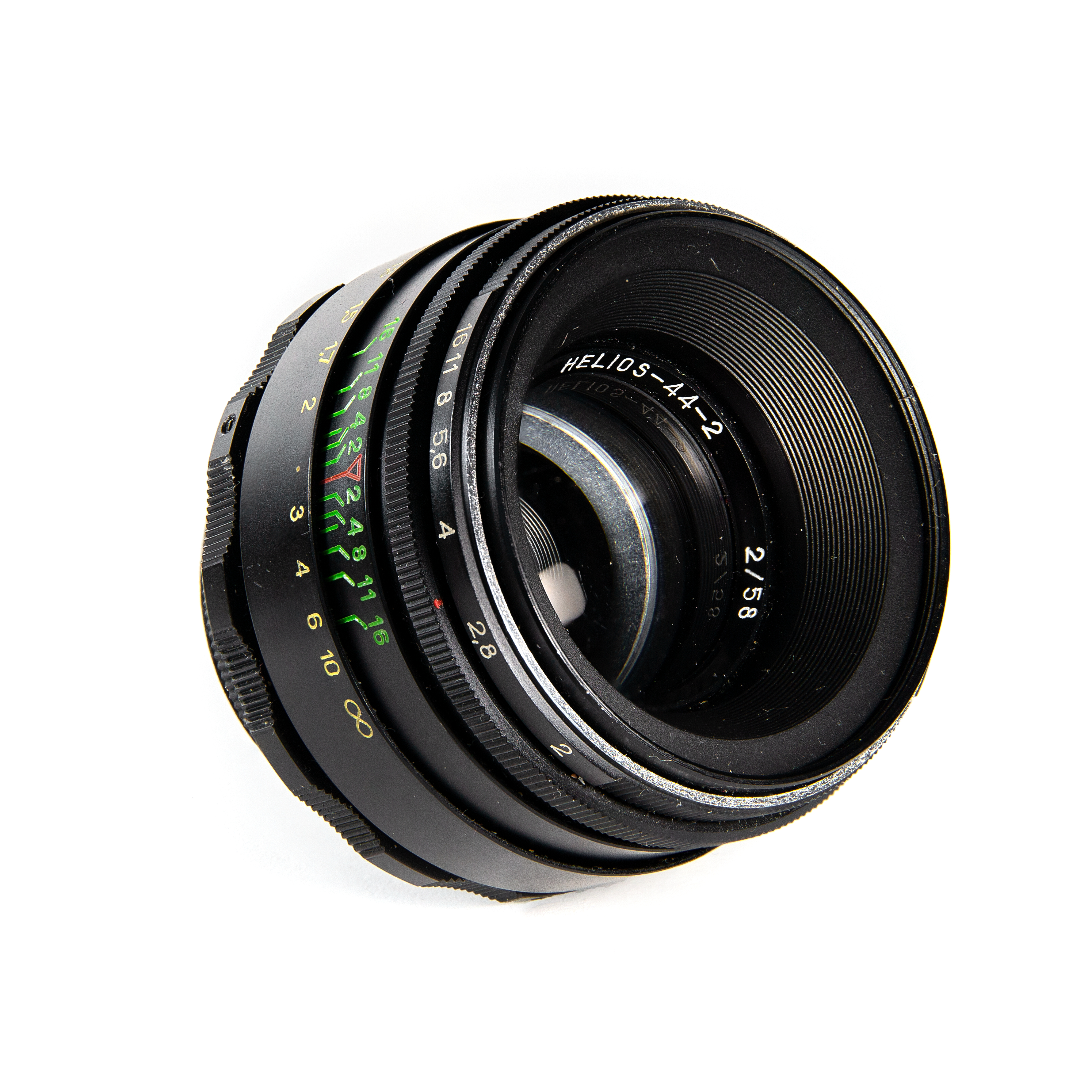
Helios-44-2
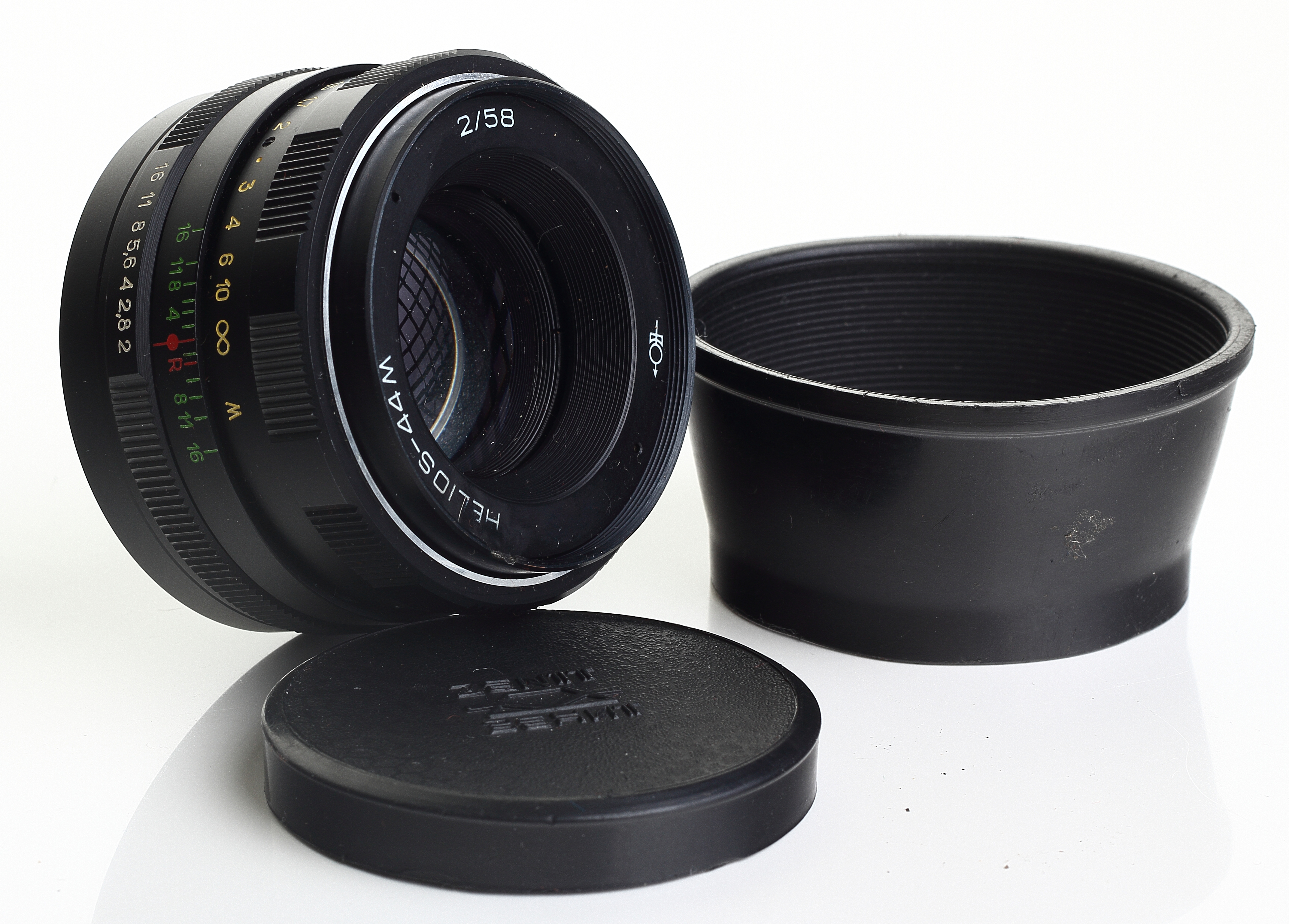
Helios-44M
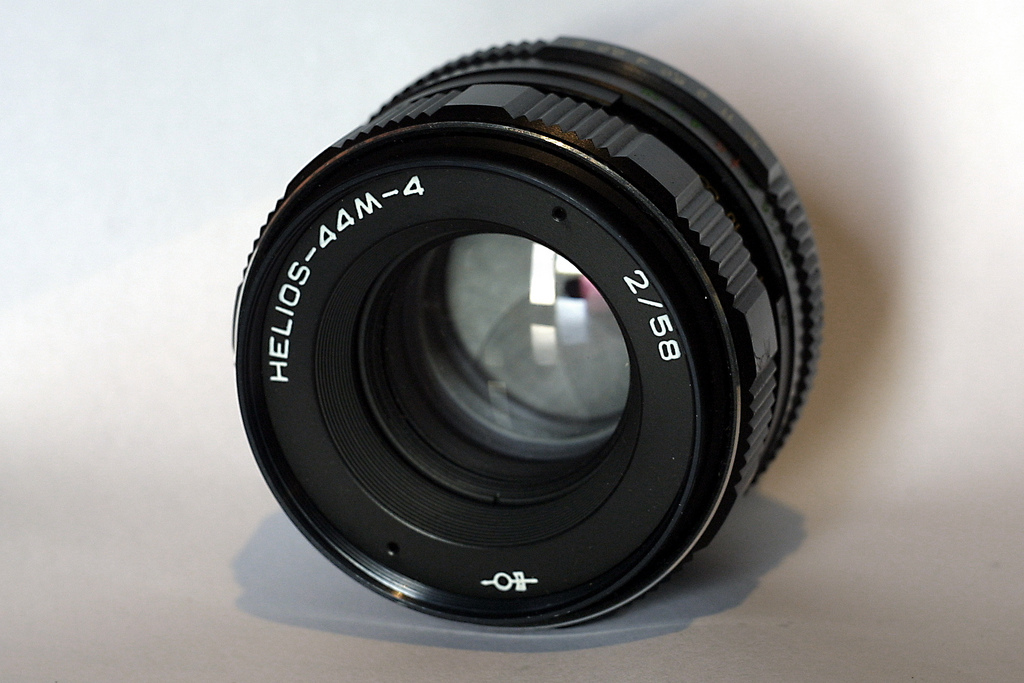
MC Helios-44M-4
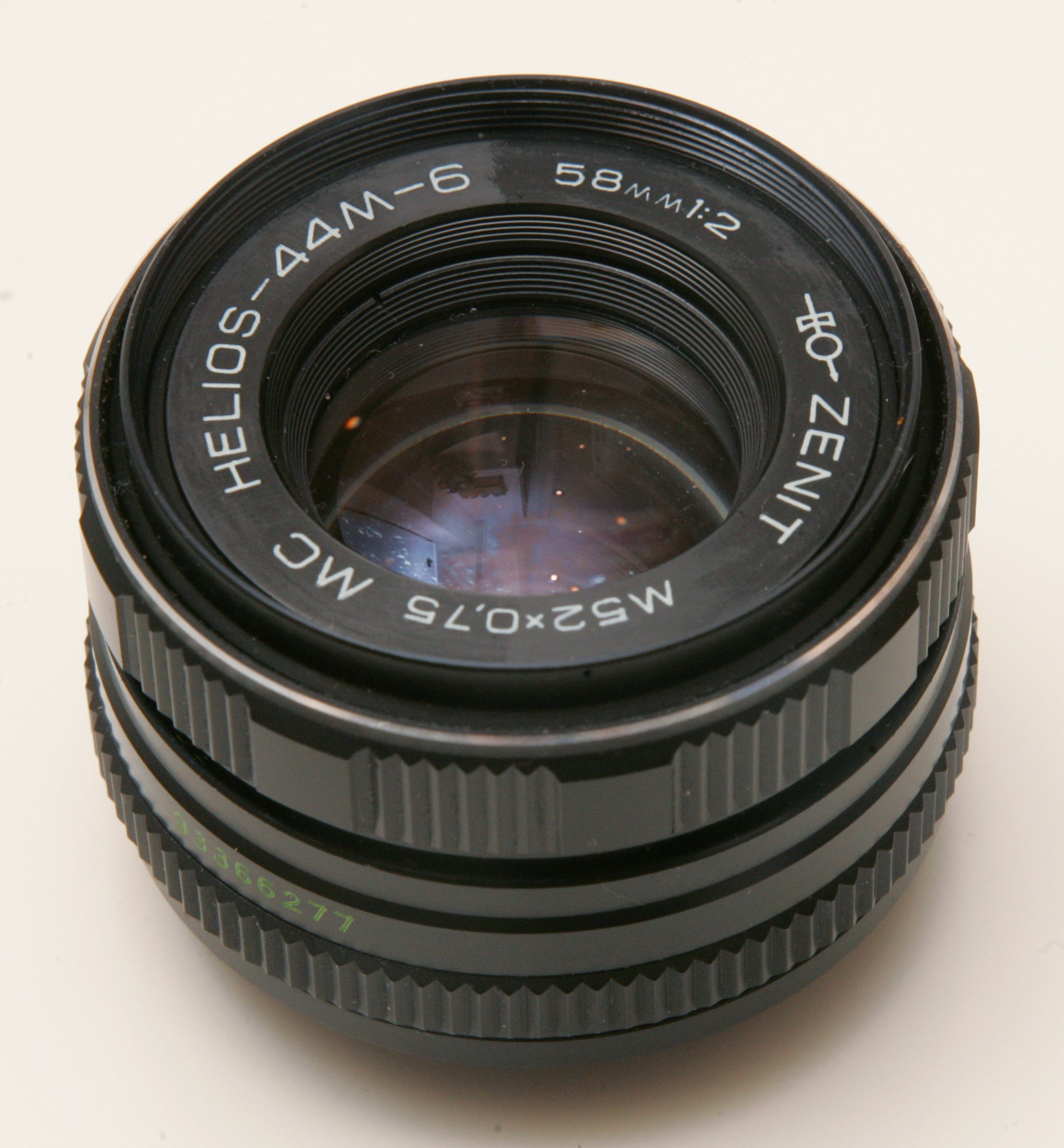
MC Helios-44M-6

|                                               | Helios-44 START  | Helios-44        | Helios-44-2      | Helios-44-7      | Helios-44M       | Helios-44M-4     | MC (1) Helios-44M-4 | MC (1) Helios-44K-4 | MC (1) Helios-44M-5 | MC (1) Helios-44M-6 | MC (1) Helios-44M-7 |
| --------------------------------------------- | ---------------- | ---------------- | ---------------- | ---------------- | ---------------- | ---------------- | ------------------- | ------------------- | ------------------- | ------------------- | ------------------- |
| Produktionszeitraum                           | 1958–1964        | 1962–1967        | 1967–1992        | k. A.            | 1971–1999        | 1980–1999        | 1980–1999           | 1980–1999           | 1980–1999           | 1980–1999           | 1980–1999           |
| Brennweite (Sichtwinkel)                      | 58,6 mm (40,47°) | 58,6 mm (40,47°) | 58,6 mm (40,47°) | 58,6 mm (40,47°) | 58,6 mm (40,47°) | 58,6 mm (40,47°) | 58,6 mm (40,47°)    | 58,6 mm (40,47°)    | 58,6 mm (40,47°)    | 58,6 mm (40,47°)    | 58,6 mm (40,47°)    |
| Blende                                        | ƒ/2 bis ƒ/22     | ƒ/2 bis ƒ/16     | ƒ/2 bis ƒ/16     | ƒ/2 bis ƒ/16     | ƒ/2 bis ƒ/16     | ƒ/2 bis ƒ/16     | ƒ/2 bis ƒ/16        | ƒ/2 bis ƒ/16        | ƒ/2 bis ƒ/16        | ƒ/2 bis ƒ/16        | ƒ/2 bis ƒ/16        |
| Anzahl der Blendenlamellen                    | 13 (1)           | 8                | 8                | 8                | 8                | 8                | 6                   | 6                   | 6                   | 6                   | 6                   |
| Lichtdurchlässigkeit                          | k. A.            | 0,81             | 0,82             | 0,8              | k. A.            | 0,8              | 0,85                | 0,85                | 0,85                | 0,9                 | 0,9                 |
| Mindestfokussierabstand                       | 0,7 m            | 0,5 m            | 0,5 m            | 0,5 m            | 0,5 m            | 0,5 m            | 0,5 m               | 0,5 m               | 0,5 m               | 0,5 m               | 0,5 m               |
| Objektivanschluss                             | Zenit-Start      | M39×1 (2)        | M42×1            | M42×1,4          | M42×1 (2)        | M42×1 (3)        | M42×1               | M42×1               | M42×1               | M42×1               | M42×1               |
| Auflösung (Mitte/Rand) in Linienpaaren pro mm | k. A.            | 35/14            | 38/20            | 36/17            | k. A.            | 38/19            | 41/20               | 42/21               | 41/20               | 45/25               | 50/30               |
| Vignettierung                                 | 58 %             | 58 %             | 58 %             | 58 %             | 58 %             | 58 %             | 58 %                | 58 %                | 58 %                | 58 %                | 58 %                |
| Filtergewinde                                 | 40,5 × 0,5 mm    | 49 × 0,5 mm      | 49 × 0,75 mm     | 49 × 0,5 mm      | 52 × 0,75 mm     | 52 × 0,75 mm     | 52 × 0,75 mm        | 52 × 0,75 mm        | 52 × 0,75 mm        | 52 × 0,75 mm        | 52 × 0,75 mm        |
| Abmessungen (L × B)                           | 58 × 60 mm       | 54 × 60 mm       | 47 × 60 mm       | 59 × 62 mm       | 42 × 64 mm       | 42 × 64 mm       | 42 × 64 mm          | 42 × 64 mm          | 42 × 64 mm          | 42 × 64 mm          | 42 × 64 mm          |
| Gewicht                                       | 230 g            | 230 g            | 350 g            | 270 g            | k. A.            | 300 g            | 300 g               | 258 g               | 270 g               | 270 g               | 270 g               |

In einigen Handbüchern wurden das MC Helios-44M sowie 44KM der KOMZ zwar geführt, gingen jedoch nicht in die Serienproduktion.